# Yangquan
Yangquan (kinesisk skrift: 阳泉; pinyin: Yángquán) er et bypræfektur i provinsen Shanxi i det nordlige Kina. Præfekturet har et areal på 4.451 km², og en befolkning på 1.280.000 mennesker (2007).

## Administrative enheder
Yangquan består af tre bydistrikter og to amter:
- Bydistriktet Cheng (城区), 19 km², ca. 210.000 indbyggere, sæde for lokalregeringen;
- Bydistriktet Kuang (矿区), 10 km², ca. 220.000 indbyggere;
- Bydistriktet Jiao (郊区), 633 km², ca. 220.000 indbyggere;
- Amtet Pingding (平定县), 1.350 km², ca. 320.000 indbyggere;
- Amtet Yu (盂县), 2.439 km², ca. 290.000 indbyggere.

## Geografi
Området og byen ligger i de vestlige udløbere af Taihangbjergene, som løber langs provinsgrænsen mellem Shanxi og dens østlige naboprovins, Hebei. Det vigtige Niangzipasset gennem bjergene er en af præfekturets turistattraktioner, ligesom bjerget Zangshan.

## Historie
Området var frem til slutningen af 1800-tallet en ugæstfri vildmark; Det var først efter at jernbanelinjen fra Shijiazhuang til Taiyuan blev åbnet i 1903, og det dermed blev praktisk muligt og økonomisk rentabelt med minedrift i større stil (kul, jernmalm) at der fremvoksede en mindre by her. Den havde i 1936 vokset til over 30.000 indbyggere.
Formelle byrettigheder fik Yangquan først i år 1951. Den blev dermed også den første by som fik byrettigheder efter Det kinesiske kommunistparti havde erobret landet og etableret Folkerepublikken Kina i 1949.
En af kultyperne som leveres fra Yangquans miner er kendt for at være røgfri ved brænding.

## Trafik

### Jernbane
Qingdao-Taiyuan højhastighedstog standser her på sin rute fra Qingdao til Taiyuan.

### Veje
Kinas rigsvej 207 løber gennem præfekturet, både gennem selve byen Yangquan og gennem amtet Pingding. Den begynder i Xilinhot i Indre Mongoliet nær grænsen til Mongoliet, løber mod syd og ender i Hai'an, en by som ligger i amtet Xuwen på den sydlige del af Leizhouhalvøen i provinsen Guangdong.
Kinas rigsvej 307 passerer gennem området. Den begynder i Qikou i Hebei og fører gennem provinserne Shanxi og Shaanxi til Yinchuan i den autonome region Ningxia Hui.